# Clarice Falcão
Clarice Franco de Abreu Falcão (Recife, 23 de outubro de 1989) é uma cantora, atriz, compositora, humorista, roteirista e diretora brasileira. Foi indicada ao Grammy Latino na categoria Artista Revelação em 2013.

## Carreira

### 2006–12: Televisão
Clarice começou a carreira como atriz atuando em curtas-metragens lançados em 2006, O Segundo Minuto e Dois Menos Dois. Em 2007, estrelou com Célio Porto Laços, seu curta de maior destaque. Com roteiro de Adriana Falcão, foi o filme mais visto na internet e ganhou o primeiro lugar no concurso mundial de curtas-metragens realizado pelo Google, denominado Project Direct, promovido pelo YouTube. Na ocasião, venceu vários filmes estrangeiros e foi exibido no Festival Sundance de Cinema, o que lhe rendeu diversas matérias em revistas e jornais do país. Em 2010, estrelou no curta The Phone Next Door - Chamada em Espera. A história de uma garota que resolve entrar na casa de seu vizinho e atender seus telefonemas, também conta com Clarice na equipe de roteiristas, além de Tatiana Maciel e Dennis Neto. No cinema, fez uma participação no filme Fica Comigo Esta Noite de 2006. Com roteiro de seus pais e Tatiana Maciel, interpretou a personagem Mariana quando jovem que depois foi feita por Laura Cardoso. Em 2012, protagonizou o filme Eu Não Faço a Menor Ideia do Que Eu Tô Fazendo Com a Minha Vida de Matheus Souza. O filme conta a história de Clara que aceita cursar medicina por pressão familiar. Sem vocação, ela começa a faltar as aulas e dedica as manhãs para descobrir o que realmente quer da vida. O filme, que abriu o Festival de Cinema de Gramado, despertou o interesse de Fernando Meirelles e agradou ao público no Palácio dos Festivais. Ganhou também o prêmio do júri popular no Festival do Rio e na Mostra de Cinema de São Paulo.
Em 2008, na novela A Favorita, viveu sua primeira personagem em uma novela. Estreou no horário nobre como Mariana, a filha complicada de Catarina (Lília Cabral) e Leonardo (Jackson Antunes). Em 2012, Clarice também começou a trabalhar como roteirista no seriado Louco por Elas, da TV Globo. A série foi criada por ela, pela mãe Adriana Falcão, o então namorado Gregório Duvivier, além de Jô Abdu com quem já havia trabalhado em Laços. Também em 2012, estreou como parte do elenco do programa Elmiro Miranda Show, exibido pelo canal TBS. Além do trabalho de roteirista nas séries As Cariocas e As Brasileiras, nessa última fez uma participação como atriz no episódio "A Vidente de Diamantina" que contava com Bruna Linzmeyer como protagonista. Mais recentemente, Clarice foi responsável pela música no filme Apenas o Fim, readaptou, junto a Matheus Souza, a peça Confissões de Adolescente para uma nova montagem que também contou com ela no elenco. Também fez parte do elenco de Vendemos Cadeiras, programa humorístico do Multishow. Na mesma emissora, representou a si mesma na série humorística O Fantástico Mundo de Gregório, na qual a estrela principal foi o seu namorado na época, Gregório Duvivier.

### 2012–15: Porta dos Fundos eMonomania

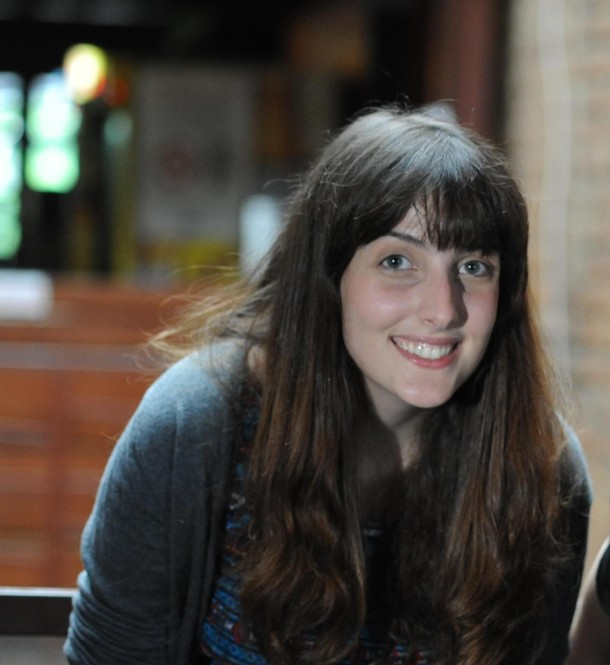
Clarice em entrevista à TV Brasil, em 2012

Em 2012 iniciou o canal no YouTube Porta dos Fundos, junto a Fábio Porchat, Gregório Duvivier, Letícia Lima, Júlia Rabello, Rafael Infante, Marcos Veras e outros atores, fazendo deste o canal de maior visualização do Brasil em menos de um ano. Sua carreira musical ganhou notoriedade a partir dos vídeos de suas músicas colocados no YouTube. Com mais de 10 milhões de acessos, os vídeos são em maior parte de suas músicas como "A Gente Voltou", "Macaé" e "Qualquer Negócio". Em maio de 2013, Clarice lançou seu primeiro álbum musical, Monomania, que conta com as músicas que estavam no YouTube e no seu EP, lançado no ano anterior, além de outras. Apenas com composições autorais, o álbum foi lançado apenas na internet, disponível para compra no iTunes. Em sua estreia ficou uma semana como o mais vendido do site, como disse a produtora do disco Olivia Byington durante a entrevista de Clarice no Programa do Jô. Após a entrevista o álbum voltou ao topo, e posteriormente chegou a ficar entre os dez mais vendidos. Uma versão física do CD foi vendida nos shows da cantora e chegou às lojas apenas no final de 2013.
Ainda em 2013, a cantora iniciou a turnê do seu primeiro disco. A turnê foi recebida de maneira morna pela crítica, mas com grande aclamação pelo público, com diversos shows esgotados. Nos shows, a cantora apresentava o disco Monomania completo, além das músicas bônus "Australia", "Essa É Pra Você", "A Dona da História" e "Se Esse Bar Fechar" (esta última viria a integrar o novo álbum de Clarice). Nesse mesmo ano, atuou em três comerciais do Grupo Pão de Açúcar e gravou o tema destes mesmos comerciais, "O Que Faz Você Feliz?", música esta que se tornaria uma das mais conhecidas da cantora. Entre 2014 e o final de 2015, a cantora apresentou uma pausa em sua carreira como cantora e dedicou-se exclusivamente ao canal humorístico Porta dos Fundos, do qual Falcão fez parte do elenco principal desde o surgimento do mesmo no Youtube. Versões demo de músicas que pertenceriam ao seu segundo álbum, entretanto, tais como "Irônico" e "Se Esse Bar Fechar", já haviam sido introduzidas na turnê antiga[carece de fontes?] e teasers que sugeriam o lançamento de um novo material musical eram postados com frequência nas redes sociais da cantora.

### 2015–18: Filmes eProblema Meu
Em novembro de 2015, a cantora lançou uma regravação de "Survivor", do grupo Destiny's Child. A música não faz parte do novo material de Clarice, servindo apenas como uma faixa buzz. Rapidamente após seu lançamento, Survivor chegou a primeira posição do iTunes Brasil, tendo suas vendas digitais completamente revertidas para a ONG Think Olga. Junto à faixa, foi lançado um clipe altamente influenciado pela temática feminista, no qual Clarice e diversas outras mulheres passam batom vermelho. "O batom vermelho é o que a gente quiser que ele seja. Demos um batom vermelho pra cada uma das mulheres e nada foi dirigido. A magia toda veio delas", afirmou a cantora, em entrevista ao G1. Uma semana após o lançamento de Survivor, Falcão anuncia sua saída do canal Porta dos Fundos através de seu Facebook. Segundo a cantora, o motivo da saída é relacionado ao seu desejo de focar-se apenas em sua carreira musical. No mesmo anúncio, ela confirmou o lançamento de seu segundo álbum, "Problema Meu", e de uma posterior turnê nacional. Em fevereiro de 2016, a capa do álbum e a lista de faixas são revelados, e o disco entra em pré-venda. A cantora experiência uma aproximação com as mídias sociais, dizendo que não se importa mais com o criticismo de internautas - algo que antes a assombrava.
No mesmo mês, o segundo álbum da cantora, intitulado Problema Meu, é lançado de maneira independente através da gravadora Chevalier de Pas. O disco impõe um grande contraste com o álbum anterior, Monomania, lançado 3 anos antes. Na nova obra, Falcão apresenta letras do ponto de vista de alguém que já superou o amor (diferente do primeiro trabalho), além de introduzir diversos instrumentos e gêneros até então inéditos em suas melodias, tais como brega, disco music e fanfarra. O disco é identificado como uma obra influenciada pela vertente feminista, por diversos blogs e pela própria artista. Logo após o lançamento do disco, Falcão entrou em sua segunda turnê, também intitulada "Problema Meu". Uma parcela do público expressou insatisfação com a setlist que deixou de fora os maiores sucessos da carreira da cantora, tais como "Oitavo Andar" e "De Todos Os Loucos do Mundo". No show, Clarice canta todo o disco Problema Meu, alguns sucessos de seu primeiro trabalho ("Talvez", "Eu Me Lembro", "Monomania", "Eu Esqueci Você" e "Capitão Gancho"), além de faixas bônus ("Robespierre", faixa descartada do disco novo, e a anteriormente lançada "Survivor") e finaliza o espetáculo com "Vagabunda".
Em fevereiro de 2017, logo após realizar 28 apresentações da Turnê Problema Meu, é anunciado que Clarice gravará um especial de comédia original da Netflix. Intitulado "Especial de Ano Todo", o espetáculo seria comandado pela cantora, com participação da banda Exército de Bebês, e separado em 12 momentos, cada um dedicado a um mês do ano. Gravado no Teatro Bradesco Rio no dia 18 de março, o especial traz textos e músicas inéditos, além convidados especiais.

### 2018–21:Tem Conserto
Em 23 de fevereiro de 2018, lançou, em parceira com Kassin, um dos produtores de seu segundo álbum Problema Meu, a canção "Coisinha Estúpida". Em 15 de outubro, a cantora foi uma das principais atrações musicais do Festival de Cinema BB DTVM, que contou com a exibição de filmes nacionais. Mais tarde, em 2 de novembro, voltou com o single "Bad Trip". Com forte mensagem política, é sua primeira canção solo desde o lançamento de seu segundo disco. No mesmo mês, participou do Conversa com Bial, onde falou sobre a época em que atuou na série "Desnude" do canal GNT.
Em 28 de março de 2019, a cantora divulgou "Minha Cabeça", o primeiro single do seu terceiro álbum de estúdio. A canção é bastante intimista, foi gravada em sua casa, ao lado de amigos e aborda amor e amadurecimento. Mais tarde, em 4 de abril, lançou o videoclipe da respectiva faixa, dirigido por Lucas Cunha, que também produziu os arranjos da música. De acordo com ela, o clipe deveria representar a sua ansiedade. Em 10 de maio, anunciou seu terceiro disco intitulado Tem Conserto, previsto para ser lançado no dia 14 de junho. A cantora também anunciou a turnê "Em Conserto", começando por Minas Gerais. Em 22 de maio, lançou o segundo single de Tem Conserto, "Mal Para Saúde". A faixa aborda um relacionamento mal-sucedido, tem sonoridade oitentista, repleta de sintetizadores. Veio acompanhado por um videoclipe cheio de montagens com fotos engraçadas da cantora e memes, remetendo à época do Orkut. Antecipando a data de lançamento, a cantora divulgou seu terceiro álbum Tem Conserto na madrugada de 13 de junho. O disco foi elogiado e descrito pela crítica como extremamente pessoal, evidenciando o amadurecimento criativo e profunda entrega emocional da artista.

### 2021-presente:Truque
Em novembro de 2021, Clarice participaria da primeira temporada do programa LOL: Se Rir, Já Era! como apresentadora, ao lado do humorista Tom Cavalcante. 
Em 5 de março de 2022, em homenagem aos 30 anos da revista Marie Claire, uma transmissão ao vivo foi feita, contando com a participação de Falcão. Durante essa transmissão, a faixa-título de seu futuro álbum, Truque, foi cantada. Já no dia 19 do mesmo mês, Clarice encerrou sua turnê Em Conserto com uma apresentação na Casa da Glória, Rio de Janeiro, onde cantou, além de Truque, Chorar na Boate e Podre, essa última também tendo sido escolhida para ser apresentada em sua participação no Lollapalooza, no dia 26. Finalmente, revelou a faixa Ar da Sua Graça no dia 19 de junho do mesmo ano, durante um show em Porto.
Em outubro do mesmo ano, Falcão atuou, dirigiu e escreveu a série Eleita, interpretando a influenciadora digital Fefê Pessoa, uma jovem hedonista e despreocupada que subitamente é eleita governadora do Rio de Janeiro, tendo que arcar com adversários ferrenhos e situações caóticas. A obra foi comparada a produções aclamadas, como The Office e Fleabag, por seu humor ácido e pungente.
No dia 30 de abril de 2023, aniversário de 10 anos da obra Monomania, Falcão realizou uma transmissão ao vivo de seu Instagram, onde revelou o título do álbum, a data de lançamento do lead single (6 de junho) e a sétima faixa do disco, Eu Destruo. Após o lançamento de Chorar na Boate, o primeiro single, a segunda faixa oficialmente divulgada do álbum, Ar da Sua Graça, foi publicada no dia 27 do mesmo mês. Por conseguinte, no dia 10 de agosto, o álbum inteiro foi lançado, com todas as suas doze faixas. Apresentando-se como um álbum visual, o projeto foi descrito como "noturno", "equilibrado" e "metalinguístico" por críticos, sendo uma história de amor e desilusão mesclada de forma conceitual. 

## Vida pessoal
Clarice é filha do cineasta João Falcão e da roteirista e escritora Adriana Falcão. Tem duas irmãs, sendo elas Tatiana (fruto do primeiro casamento de sua mãe) e Isabel, sua irmã mais nova fruto da união dos seus pais. Nasceu no Recife, onde morou até seus 4 anos até se mudar para São Paulo. Aos 6 anos, Clarice mudou-se para o Rio de Janeiro, onde vive até os dias atuais. Clarice morou junto ao seu namorado, o também ator e comediante Gregório Duvivier. O casal estava junto desde 2009, ano em que os dois ficaram pela primeira vez nos bastidores da peça Confissões de Adolescente. Em 26 de novembro de 2014, o casal anunciou a separação. Atualmente, a cantora namora o apresentador Guilherme Guedes.
Clarice se identifica como feminista e recentemente trouxe a causa para seu trabalho musical, figurando em grande parte das letras de seu segundo disco, "Problema Meu". "Ser feminista é necessário. Só não vai ser quando estiver tudo igual, a gente não ganhar menos, o aborto for legalizado, mas fico agoniada de tomar um espaço de gente que sabe mais porque estudou e viveu mais. Acho complicado ocupar um lugar de ícone", afirmou a cantora ao Diário de Pernambuco. Falcão também se declarou ateia após polêmica com um vídeo estrelado por ela para o Porta dos Fundos.
Nos últimos anos, declarou ter sido diagnosticada com o transtorno bipolar.

## Filmografia

### Televisão
| Ano     | Título                         | Personagem              | Nota                                |
| ------- | ------------------------------ | ----------------------- | ----------------------------------- |
| 2008    | A Favorita                     | Mariana Copola Monteiro |                                     |
| 2010    | Vendemos Cadeiras              | Diana                   |                                     |
| 2012    | As Brasileiras                 | Moça do bar             | Episódio: "A Vidente de Diamantina" |
| 2012    | O Fantástico Mundo de Gregório | Ela mesma               |                                     |
| 2012–13 | Elmiro Miranda Show            | Bethe Macedo            |                                     |
| 2014–15 | Porta dos Fundos - A Série     | Várias personagens      |                                     |
| 2015    | O Grande Gonzalez              | Rebeca                  |                                     |
| 2018    | Desnude                        | Alice                   | Episódio: "Indomável"               |
| 2019    | Shippados                      | Brita                   |                                     |
| 2021    | LOL: Se Rir, Já Era!           | Apresentadora           |                                     |
| 2022    | Eleita                         | Fernanda Pessoa (Fefê)  |                                     |
| 2024    | Encantado's                    | Nina Fantin             | Episódio:"Gurufim"                  |

### Cinema
| Ano  | Título                                                          | Personagem      | Nota                    |
| ---- | --------------------------------------------------------------- | --------------- | ----------------------- |
| 2006 | O Segundo Minuto                                                | Rita            | Curta-metragem          |
| 2006 | Dois Menos Dois                                                 | Marina          | Curta-metragem          |
| 2006 | Fica Comigo Esta Noite                                          | Mariana (jovem) |                         |
| 2007 | Laços                                                           | Clarice         | Curta-metragem          |
| 2008 | The Phone Next Door                                             | Ana             | Curta-metragem          |
| 2012 | Primeiro Dia de um Ano Qualquer                                 | Sheila          |                         |
| 2013 | Eu não Faço a Menor Ideia do que Eu tô Fazendo Com a Minha Vida | Clara           |                         |
| 2016 | Desculpe o Transtorno                                           | Bárbara         | Colaboradora no roteiro |
| 2020 | Música para Morrer de Amor                                      | Cantora de rua  | [ 61 ]                  |

### Internet
| Ano     | Título           | Personagem         |
| ------- | ---------------- | ------------------ |
| 2010–12 | Anões em Chamas  | Vários personagens |
| 2012–15 | Porta dos Fundos | Vários personagens |

## Teatro
| Ano  | Título                    | Personagem    |
| ---- | ------------------------- | ------------- |
| 2009 | Confissões de Adolescente | Maria Mariana |
| 2017 | Especial de Ano Todo      | Ela mesma     |

## Roteiro/Direção

### Televisão
| Ano     | Título                         | Cargo      | Nota                                                            |
| ------- | ------------------------------ | ---------- | --------------------------------------------------------------- |
| 2010    | As Cariocas                    | Roteirista |                                                                 |
| 2012    | As Brasileiras                 | Roteirista | Episódio: "A Culpada de BH" Episódio: "A Vidente de Diamantina" |
| 2012    | O Fantástico Mundo de Gregório | Roteirista |                                                                 |
| 2012–13 | Louco por Elas                 | Roteirista |                                                                 |

### Cinema
| Ano  | Título            | Cargo                 | Nota           |
| ---- | ----------------- | --------------------- | -------------- |
| 2006 | O Segundo Minuto  | Diretora / Roteirista | Curta-metragem |
| 2006 | Dois Menos Dois   | Diretora              | Curta-metragem |
| 2007 | Laços             | Produtora             | Curta-metragem |
| 2008 | Chamada em Espera | Roteirista / Diretora | Curta-metragem |

### Teatro
| Ano  | Título                    | Cargo                  |
| ---- | ------------------------- | ---------------------- |
| 2009 | Confissões de Adolescente | Roteirista (adaptação) |
| 2011 | Inbox                     | Roteirista             |

## Discografia
Álbuns de estúdio
- Monomania (2013)
- Problema Meu (2016)
- Tem Conserto (2019)
- Truque (2023)

## Turnês
- Turnê Monomania (2013–14)
- Turnê Problema Meu (2016–17)
- Voz e Guitarra e Mais Coisa (2018–19)
- Turnê em Conserto (2019–21)
- Turnê Truque (2023-presente)

## Prêmios e indicações
| Ano  | Prêmio                                | Categoria                                      | Indicação             | Resultado |
| ---- | ------------------------------------- | ---------------------------------------------- | --------------------- | --------- |
| 2007 | Concurso Internacional Project Direct | Melhor Curta                                   | Laços                 | Venceu    |
| 2008 | Prêmio Extra de Televisão             | Atriz Revelação                                | A Favorita            | Indicada  |
| 2008 | Prêmio Qualidade Brasil               | Atriz Revelação                                | A Favorita            | Indicada  |
| 2011 | Prêmio Questão de Crítica             | Dramaturgia (com Gregório Duvivier)            | Inbox                 | Indicada  |
| 2011 | Prêmio APTR                           | Autor (com Gregório Duvivier)                  | Inbox                 | Indicada  |
| 2013 | Grammy Latino                         | Melhor Artista Revelação                       | Clarice Falcão        | Indicada  |
| 2013 | Prêmio Contigo! MPB FM de Música      | Destaque do Ano                                | Clarice Falcão        | Indicada  |
| 2013 | Prêmio Cariocas do Ano                | Música                                         | Clarice Falcão        | Venceu    |
| 2013 | Prêmio Multishow de Música Brasileira | Artista Revelação                              | Clarice Falcão        | Indicada  |
| 2015 | Prêmio Jovem Brasileiro               | Melhor Humorista Jovem                         | Clarice Falcão        | Indicada  |
| 2016 | Capricho Awards                       | Melhor Cantora Nacional                        | Clarice Falcão        | Indicada  |
| 2016 | Prêmio ABRA de Roteiro                | Longa-Metragem de Ficção                       | Desculpe o Transtorno | Indicada  |
| 2017 | Prêmio Profissionais da Música        | Cantora                                        | Clarice Falcão        | Indicada  |
| 2017 | Prêmio Profissionais da Música        | Autora                                         | Clarice Falcão        | Indicada  |
| 2017 | Prêmio Profissionais da Música        | Groove & Pop                                   | Clarice Falcão        | Indicada  |
| 2020 | Prêmio Dynamite de Música             | Melhor Lançamento Pop                          | Tem Conserto          | Indicada  |
| 2022 | Pena de Prata                         | Melhor Atuação Subestimada em Série de Comédia | Eleita                | Indicada  |
| 2024 | Prêmio ABRA de Roteiro                | Melhor Roteiro de Série de Comédia             | Eleita                | Indicada  |
| 2024 | Prêmio iBest                          | Influenciador da Música                        | Clarice Falcão        | Indicada  |
| 2024 | Prêmio iBest                          | Comportamento                                  | Clarice Falcão        | Indicada  |